# Knallinkarit
Knallinkarit är klippor i Finland.   De ligger i kommunen Nystad i landskapet Egentliga Finland, i den sydvästra delen av landet, 210 km väster om huvudstaden Helsingfors.
Terrängen runt Knallinkarit är mycket platt. Havet är nära Knallinkarit åt nordväst.  Närmaste större samhälle är Nystad, 11,0 km nordost om Knallinkarit. 